# 関島優作
関島 優作（せきしま ゆうさく、1997年5月27日 - ）は、日本の元プロボクサー。神奈川県大和市出身。KG大和ボクシングジムに所属していた。

## 人物
祖父も父も元ボクサー。
相模原中等教育学校卒業後、明治大学に入る。

## 来歴
2016年11月6日に新宿FACEで松井翔とフェザー級4回戦を戦い、4回0-3（38-39・37-39x2）判定負けでデビュー戦を白星で飾ることが出来なかったが5か月後の試合では1回TKO勝ちでプロ初勝利を挙げた。
その後6連勝して2018年12月23日に後楽園ホールで行われた全日本新人王決定戦にて西軍代表の太田卓矢と対戦して5回3-0（49-46×3）の判定勝ちで全日本新人王を獲得した。
2019年限りで現役を引退した。

## 戦績
- プロ - 11戦8勝3敗（4KO）

| 戦           | 日付           | 勝敗 | 時間    | 内容    | 対戦相手                     | 国籍 | 備考                                         |
| ------------ | -------------- | ---- | ------- | ------- | ---------------------------- | ---- | -------------------------------------------- |
| 1            | 2016年11月6日  | 敗北 | 4R      | 判定0-3 | 松井翔（横浜光）             | 日本 | プロデビュー戦                               |
| 2            | 2017年4月21日  | 勝利 | 1R 1:25 | TKO     | 針生健克（REBOOT）           | 日本 |                                              |
| 3            | 2017年6月3日   | 勝利 | 4R      | 判定3-0 | 新屋叶多（全日本パブリック） | 日本 |                                              |
| 4            | 2017年10月6日  | 勝利 | 3R 2:26 | TKO     | 木野村知也（横田スポーツ）   | 日本 |                                              |
| 5            | 2018年5月1日   | 勝利 | 4R      | 判定3-0 | しゅんくん寺西（青木）       | 日本 | 2018年度東日本スーパーフェザー級新人王予選   |
| 6            | 2018年8月1日   | 勝利 | 1R 1:29 | TKO     | 小玉将（新日本仙台）         | 日本 | 2018年度東日本スーパーフェザー級新人王予選   |
| 7            | 2018年9月28日  | 勝利 | 3R 0:48 | TKO     | 林慶太(TEAM10COUNT）         | 日本 | 2018年度東日本スーパーフェザー級新人王予選   |
| 8            | 2018年11月4日  | 勝利 | 5R      | 判定3-0 | 鯉渕健（横浜光）             | 日本 | 2018年度東日本スーパーフェザー級新人王決勝戦 |
| 9            | 2018年12月23日 | 勝利 | 5R      | 判定3-0 | 太田卓矢 (とよはし）         | 日本 | 2018年度全日本スーパーフェザー級新人王決勝戦 |
| 10           | 2019年5月10日  | 敗北 | 4R 0:43 | KO      | それいけ太一（協栄山神）     | 日本 |                                              |
| 11           | 2019年10月21日 | 敗北 | 6R      | 判定1-2 | 谷本涼（角海老宝石）         | 日本 |                                              |
| テンプレート |                |      |         |         |                              |      |                                              |

## 獲得タイトル
- 全日本スーパーフェザー級新人王